# Gustavo André
Gustavo Maria Mendes André (Santo Ildefonso, 4 de Janeiro de 1982) é um andebolista português.
Iniciou a sua carreira no Salgueiros em 1991 onde jogou até aos iniciados (1993/1994). Na época 1994/1995, devido à extinção da modalidade no Salgueiros, mudou-se para o Boavista, onde ficou até ao seu último ano de júnior (1998/1999). Na sua primeira época como sénior, jogou no Futebol Clube da Maia durante três anos tendo sido vice-campeão nacional da primeira divisão. Na sua quarta época como sénior voltou ao Boavista tendo alcançado o 4º lugar na Divisão de Elite tendo permanecido por lá ate à época 2005/2006. Actualmente joga no Académico Futebol Clube.
Foi na época de regresso ao Boavista em que evoluiu o seu andebol ao expoente máximo [carece de fontes?] tendo tido como treinadores Jorge Costa e o Prof. Marco.